# ماريو سانشيز
ماريو سانشيز (بالإنجليزية: Mario Sanchez)‏ (1 يناير 2000 بالولايات المتحدة - ) هو مدرب كرة قدم ولاعب كرة قدم أمريكي في مركز الوسط. لعب مع Central Coast Roadrunners ‏ وHouston Hurricanes ‏ وStanislaus County Cruisers ‏ وOrange County Blue Star ‏.

## وصلات خارجية
- ماريو سانشيز على موقع قاعدة بيانات كرة القدم.إي يو (الإنجليزية)